# Bärentatze (Gebäck)

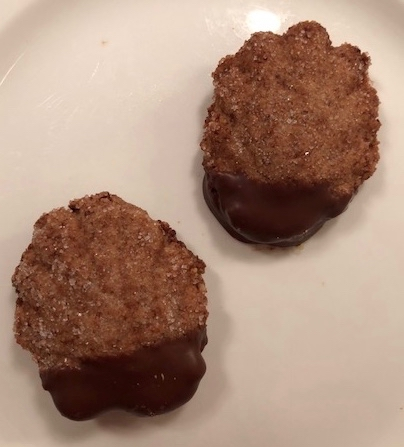
Bärentatzen

Bärentatzen sind eine Feine Backware in Form der Tatze eines Bären.

## Zubereitung
Aus gemahlenen Nüssen oder Mandeln, steif geschlagenem Eiweiß, Zucker, geriebener dunkler Schokolade oder Kakao und Gewürzen wird ein Teig ohne Mehl hergestellt. Typische Gewürze sind Zimt, Nelke oder Zitronenschale. Das Model wird vor der ersten Verwendung angefeuchtet und mit Zucker als Trennmittel bestreut. Der Teig wird zu kleinen Kugeln (ca. 2 cm) gerollt. Die Teigkugel wird in das so vorbereitete Model gedrückt, um ihm die charakteristische Form zu geben. Vor dem Backen lässt man die Bärentatzen über Nacht trocknen. Nach dem Backen werden sie teilweise in flüssige Schokolade getaucht.